# Anna Filantropenos
Anna Filantropenos (zm. 1404) – cesarzowa Trapezuntu, żona Manuela III Komnena. 

## Życiorys
Była córką Manuela Angelosa Filantropenosa, bizantyńskiego władcy Tesalii (ok. 1390- ok. 1393). Jej ślub odbył się 3 maja 1395 roku. 